# 亞歷山德魯奧多貝斯庫 (克勒拉希縣)
44°16′N 27°5′E / 44.267°N 27.083°E
亞歷山德魯奧多貝斯庫鄉（羅馬尼亞語：Comuna Alexandru Odobescu, Călărași），是羅馬尼亞的鄉份，位於該國南部，由克勒拉希縣負責管轄，面積59平方公里，海拔高度30米，2007年人口2,826，人口密度每平方公里48人。